# Stenus adspector
Stenus adspector är en skalbaggsart som beskrevs av Friedrich Wilhelm Maklin. Stenus adspector ingår i släktet Stenus och familjen kortvingar. Inga underarter finns listade i Catalogue of Life.